# Milan Rastislav Štefánik

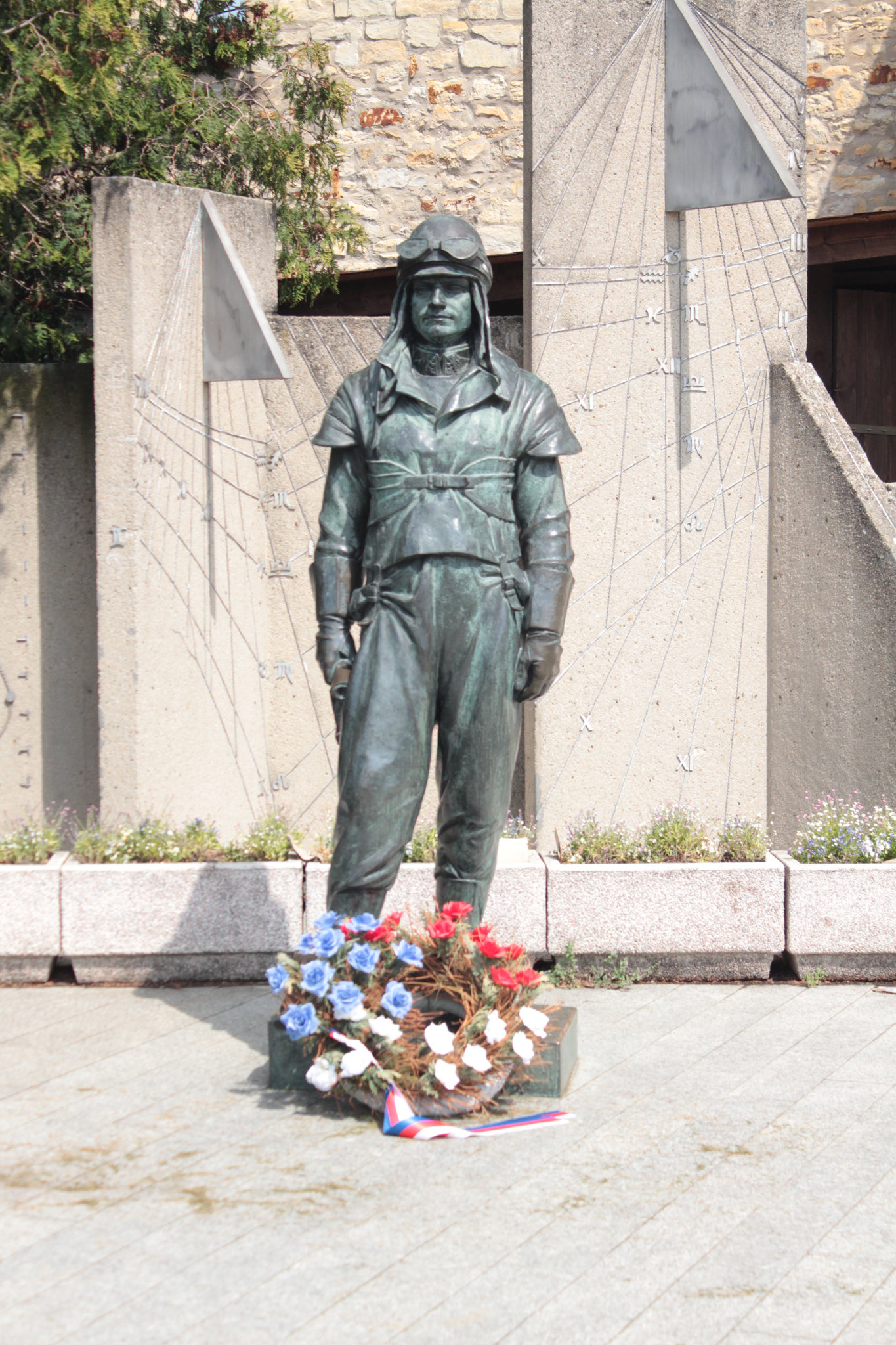
staty i Prag

Milan Rastislav Štefánik, född 21 juli 1880, död 4 maj 1919, var en slovakisk politiker, diplomat och astronom. Under första världskriget arbetade han som general i frankrikes armé och samtidigt som krigsminister i Tjeckoslovakien.
Štefániks personliga motto var: Att tro, att älska och att arbeta (Veriť, milovať, pracovať).
Asteroiden 3571 Milanštefánik är uppkallad efter honom.